# Comitatul Douglas, Georgia
Comitatul Douglas (în engleză Douglas County) este un comitat din statul Georgia, Statele Unite ale Americii.